# Jack Butterfield
Pour les articles homonymes, voir Butterfield.
Temple de la renommée : 1980
Temple de la renommée LAH : 2006
John Arlington Butterfield, dit Jack Butterfield, né le 1er août 1919, à Régina, dans la province de la Saskatchewan, au Canada, et mort le 16 octobre 2010, à Springfield dans le Massachusetts, aux États-Unis, est une personnalité du hockey sur glace professionnel nord-américain.

## Biographie
Après avoir servi dans la Force aérienne du Canada lors de la Seconde Guerre mondiale, Butterfield a travaillé pour son oncle, Eddie Shore, propriétaire des Indians de Springfield en tant qu'entraîneur de l'équipe puis directeur général. Il a remporté à ce titre trois coupes Calder consécutives en 1960, 1961 et 1962.
Il a ensuite obtenu le poste de président de la Ligue américaine de hockey, poste qu'il a occupé pendant 28 années. Pendant son mandat, il a fait que la LAH est devenue la ligue mineure principale fournissant les clubs-écoles des équipes de la Ligue nationale de hockey et lui a permis de survivre aux expansions de la LNH et à l'émergence de l'Association mondiale de hockey.
Butterfield a été nommé au Temple de la renommée du hockey en 1980. Le trophée du meilleur joueur de la saison de LAH porte son nom. Il est une des sept premières personnalités à avoir été nommée lors de l'inauguration du temple de la renommée de la LAH en 2006